# Monasterio de San Salvador de Tábara

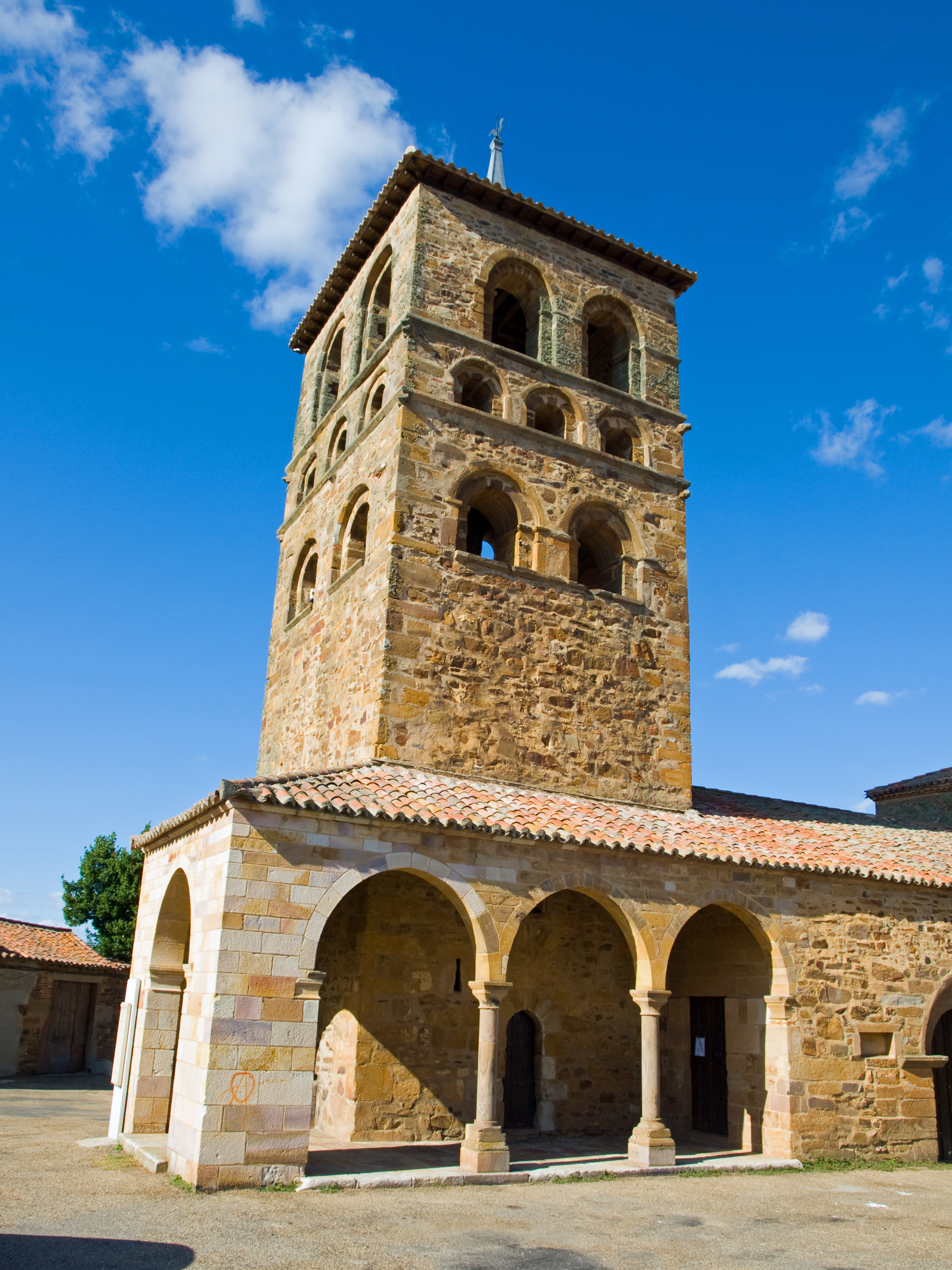
Torre románica de la iglesia realizada sobre la primitiva mozárabe de San Salvador de Tábara.

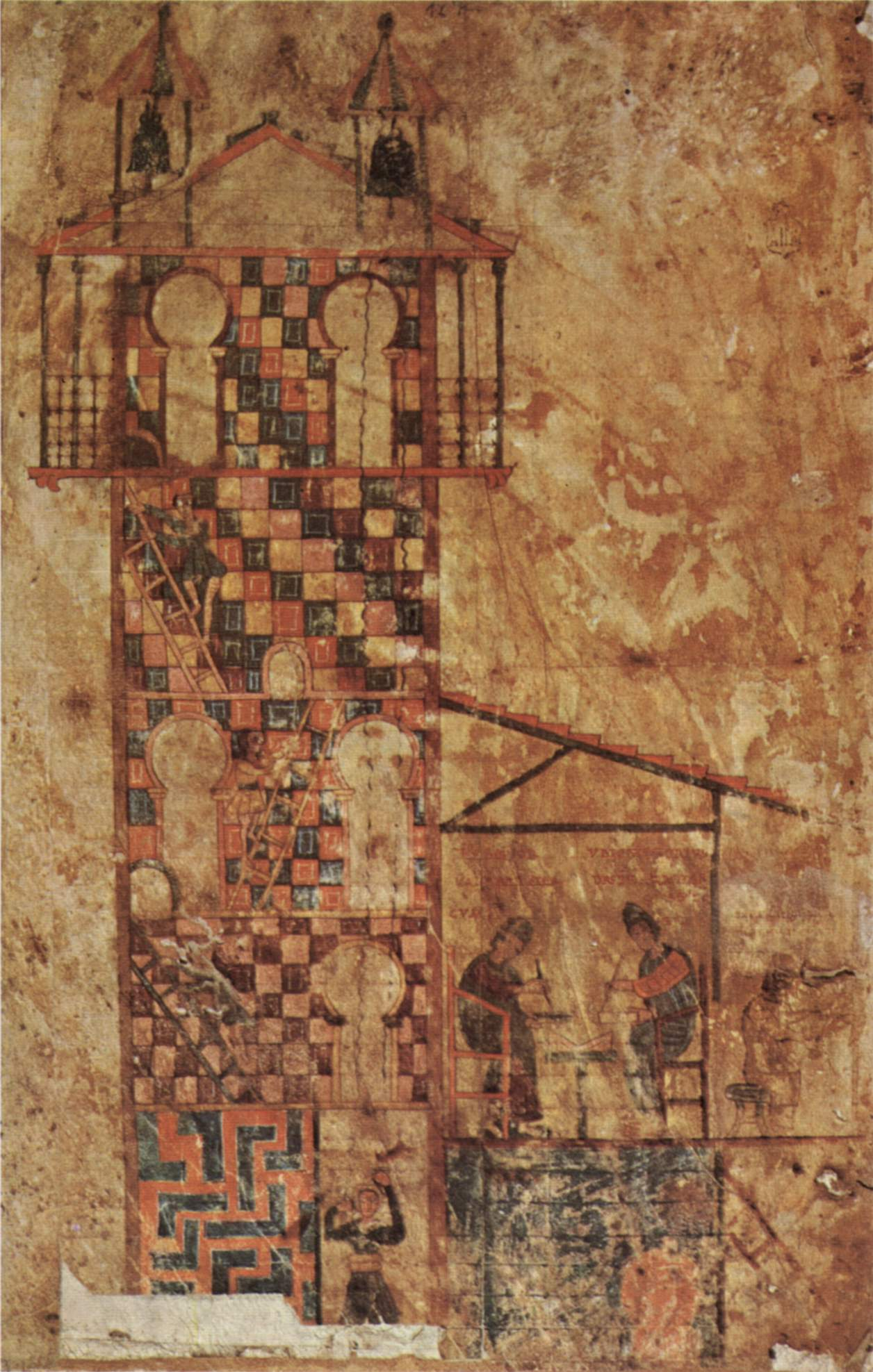
El Beato de Tábara es conocido por esta iluminación. Se representa el scriptorium en la Torre del Monasterio de San Salvador de Tábara, donde pueden apreciarse los calígrafos y miniaturistas, el orden y disposición de los libros en la torre y otras estancias.

El monasterio de San Salvador de Tábara o Távara fue un monasterio español en la actual villa de Tábara (provincia de Zamora).
El monasterio, construido sobre una pequeña loma desde la que se domina una amplia panorámica, en las últimas estribaciones de la Sierra de la Culebra y junto al arroyo del Casal, se debió a la iniciativa de dos monjes, San Froilán y San Atilano, que más tarde serían nombrados obispos de León y Zamora respectivamente. La fundación tuvo lugar a finales del siglo IX, después de la victoria de Alfonso III el Magno en la batalla de Polvoraria. El monasterio pronto alcanzó un notable esplendor. Las crónicas recogen que estaba formado por una comunidad dúplice de más de seiscientos religiosos entre monjes y monjas, por lo que debió ser uno de los monasterios más poblados. No se sabe la causa por la que desapareció, pues después de aproximadamente un siglo de existencia deja de haber constancia de su funcionamiento. Se supone que pudo ser arrasado por Almanzor en una de sus aceifas, y que no se reconstruyó.
Durante su breve apogeo, el cenobio tabarense se hizo famoso por los libros que se copiaron e iluminaron en su scriptorium. Los ejemplares que se conservan están posiblemente entre los más bellos e impresionantes códices de todos los miniados en la Edad Media, especialmente los Beatos con ilustraciones mozárabes que impactan por su primaria expresividad en los que trabajaron el maestro Magius, su discípulo Emeterio, la miniaturista Ende y el escriba Senior. Destacan los llamados Beato de Tábara, del Archivo Histórico Nacional, y el Beato de Gerona, de la Catedral de Gerona. Muy conocida es la página en la que se representa la torre monacal, con sus arcos de herradura y sus campanas. Adosada a ella se reproduce el escritorio con Emeterio trabajando y un ayudante al lado preparando los pergaminos. Esa torre fue el orgullo de los copistas. Uno de ellos exclamó: ¡Oh torre tabarense alta y lapídea!. 
La torre original fue sustituida por la torre de la iglesia edificada en el siglo XII en el mismo lugar en estilo románico, con escalera embebida en el muro. Con sus tres pisos de ventanales parece reproducir la obra antigua, ligera y pétrea como ella, alzada con ruda mampostería y algunas piedras talladas. Sin embargo no todo lo mozárabe se deshizo, pues en su cuerpo bajo perduran ciertas partes de la estructura anterior. Además de retazos arquitectónicos, como algún capitel, permanece la puerta por la que se accede a la base de esa torre desde los pies de la iglesia, formada por un arco de herradura. El resto del templo es posterior, dedicado ahora a Santa María, con dos portadas románicas, una en cada fachada, y tres naves rehechas en época barroca.